# Angela Ciochină
Angela Ciochină (n. 17 aprilie 1955, Urecheni, România – d. 7 iulie 2015, București, România) a fost o solistă vocală, compozitoare și profesoară de canto.

## Date biografice
Angela Ciochină a fost fată de preot și a absolvit conservatorul „Ciprian Porumbescu” din București (1974-78) fiind colegă de generație cu regretata Mihaela Runceanu. A studiat cu profesorii Petre Brâncuși (teoria muzicii), Victor Giuleanu (teorie și solfegii) și Carmen Petra-Basacopol. Imediat după terminarea facultății a fost angajată la Ansamblul „Doina” al Armatei. A întreprins turnee în țară cu Ansamblul artistic al  UTC (1975-81) și cu Ansamblul „Doina” al Armatei (1978-81). De asemenea a concertat și în străinătate în țări precum Bulgaria, Rusia,  Emiratele Arabe Unite, Kuweit, Grecia și Turcia. A lansat câteva șlagăre de mare succes cum ar fi: „Ești numai tu” (repertoriu internațional), „Odată cu cîntecul" (George Grigoriu), „Am vrut” (Dan Stoian), „Salcâmul de pe strada mea” (Cornel Fugaru), „Un copil" (Jolt Kerestely), „Marea mea" (Horia Moculescu), „Salcia” (Muzica: Horia Moculescu. Piesa i-a fost încredințată Angelei după plecarea din țară a Mihaelei Mihai). Un mare succes al carierei sale a fost albumul „Drumuri paralele” (Electrecord, 1985) cu piese compuse de Victor Socaciu. S-a retras din muzică la sfârșitul anilor'80. Angela Ciochină a fost și o apreciată profesoară de canto. În 2007, după decesul tatălui ei, Angela Ciochină s-a reîntors în comuna natală Urecheni din județul Neamț.
Ea suferea de ciroză hepatică și a fost găsită moartă în locuința sa în dimineața zilei de marți 7 iulie 2015.

## Premii
- 1971 – Trofeul „Floarea de argint” și Premiul II la Festivalul interjudețean „Florile Ceahlăului” cu piesele „A doua tinerețe” (George Grigoriu) și „Uitarea” (Radu Șerban).
- 1971 – Premiul II la Festivalul „Floarea de lotus” din Oradea.
- 1973 – Premiul Uniunii Compozitorilor și Muzicologilor la Festivalul „Vlăstarele cântului” din Iași.
- 1975 – Trofeul Amara la cea de-a VIII-a ediție a Festivalului „Tinereții de la Amara" din Ialomița.
- 1976 – Festivalul național de muzică ușoară „Mamaia'76". Participă cu 4 piese la „Creație".
- 1976 – Premiul I la „Festivalul artei studențești" din Galați.
- 1977 – Trofeul „Steaua fără nume”.
- 1984 – Participă la Festivalul de muzică ușoară „Mamaia'84" cu peisele „Un copil" (Jolt Kerestely/Ovidiu Dumitru) și „Câmp fără popas" (Angela Ciochină/Lucian Blaga).